# (164121) 2003 YT1
(164121) 2003 YT1 est un astéroïde Apollon et aréocroiseur, classé comme potentiellement dangereux. Il fut découvert par le Catalina Sky Survey à Catalina le 18 décembre 2003.
Il s'agit d'un astéroïde binaire.
Il pourrait s'agir du corps parent du bolide de Kyoto du 28 avril 2017.